# Farey-Graph

Farey-Graph

In der Mathematik ist der Farey-Graph ein unendlicher Graph, der zahlreiche Anwendungen in der Zahlentheorie und anderen Gebieten der Mathematik besitzt.

## Definition
Die Knotenmenge des Farey-Graphen ist {\displaystyle \mathbb {Q} \cup \left\{\infty \right\}}, also die Menge aller Paare 
{\displaystyle \left\{{\frac {p}{q}}:p,q\in \mathbb {Z} \ {\mbox{teilerfremd}},q\geq 0\right\}},
wobei {\displaystyle \infty } als {\displaystyle {\frac {1}{0}}} aufgefasst wird.
Zwei Knoten {\displaystyle {\frac {a}{c}}} und {\displaystyle {\frac {b}{d}}} sind genau dann durch eine Kante verbunden, wenn 
{\displaystyle \det \left({\begin{array}{cc}a&b\\c&d\end{array}}\right)=\pm 1}
gilt.

## Anwendungen
- Farey-Folgen werden durch Farey-Diagramme {\displaystyle F_{n}} beschrieben, der Farey-Graph ist die Vereinigung {\displaystyle \cup _{n}F_{n}} aller Farey-Diagramme.
- In der Theorie der Kettenbrüche wird der Farey-Graph verwendet, um zu beweisen, dass jeder periodische Kettenbruch eine quadratische Irrationalzahl ist.
- Die Modulgruppe {\displaystyle SL(2,\mathbb {Z} )} und ihr Quotient {\displaystyle PSL(2,\mathbb {Z} )=SL(2,\mathbb {Z} )/\pm I} wirken durch gebrochen-lineare Transformationen auf {\displaystyle \mathbb {Q} \cup \left\{\infty \right\}} und bilden dabei adjazente Knoten des Farey-Graphen wieder auf adjazente Knoten ab.
- Die Einbettung des Farey-Graphen in die Kompaktifizierung der hyperbolischen Ebene mittels der Identifizierung {\displaystyle \mathbb {Q} \cup \left\{\infty \right\}=P^{1}\mathbb {Q} \subset P^{1}\mathbb {R} =\partial _{\infty }H^{2}} und Realisierung der Kanten als Geodäten gibt die Farey-Tesselation der hyperbolischen Ebene.
- Die Coxeter-Gruppe {\displaystyle G=\langle a,b,c\vert a^{2}=b^{2}=c^{2}=1\rangle } (d. h. die Spiegelungsgruppe eines idealen Dreiecks) wirkt auf dem Fareygraphen durch

{\displaystyle a\to \pm \left({\begin{array}{cc}0&-1\\1&0\end{array}}\right),b\to \pm \left({\begin{array}{cc}1&-1\\2&-1\end{array}}\right),c\to \pm \left({\begin{array}{cc}1&-2\\1&-1\end{array}}\right)},
jedes der Dreiecke der Farey-Tesselation ist ein Fundamentalbereich der Wirkung von {\displaystyle G} auf der hyperbolischen Ebene.
- Der Kurvenkomplex des punktierten Torus ist der Farey-Graph, die Wirkung der Abbildungsklassengruppe auf dem Kurvenkomplex ist die Wirkung von {\displaystyle SL(2,\mathbb {Z} )} auf dem Farey-Graphen.[2]